# Заплази (станція)
Заплази́ — вантажно-пасажирська залізнична станція Одеської дирекції Одеської залізниці.
Розташована в селі Солтанівка Подільського району Одеської області на лінії Побережжя — Підгородна між станціями Жеребкове (22 км) і Любашівка (12 км).
Відстань залізницею до районного центру – м. Подільськ— 65 км, селища міського типу Любашівка — 12 км.
Є найближчою станцією для таких населених пунктів, як Саврань, Зеленогірське, Бобрик Перший, Бобрик Другий, Гвоздавка.
За 10 км на південь розташоване село Заплази. Їх спільна назва пов'язана із перебуванням на березі однойменного струмка, що тече до Тилігулу.
Заплази збудовані в 1867 році як полустанок на тодішній лінії Балта — Ольвіополь.
У 1869 р. тут сталася одна з перших залізничних аварій. Машиніст паротягу, відчепившись від потягу, поїхав ним до буфету випити пива. Повертаючись на місце, паротяг не виважив швидкості та врізався у власний склад. Цей випадок довго обговорювала вся одеська преса.
У червні 1941 року, протягом 10 днів станцію зруйнували внаслідок бойових дій. 29 березня 1944 року станцію перейшла під керування радянській владі. Станційну будівлю і відповідні робочі місця так і не відновили.